# Paranda
Paranda è una città dell'India di 16.987 abitanti, situata nel distretto di Osmanabad, nello stato federato del Maharashtra. In base al numero di abitanti la città rientra nella classe IV (da 10.000 a 19.999 persone).

## Geografia fisica
La città è situata a 18° 17' 33 N e 75° 26' 35 E.

## Società

### Evoluzione demografica
Al censimento del 2001 la popolazione di Paranda assommava a 16.987 persone, delle quali 8.772 maschi e 8.215 femmine. I bambini di età inferiore o uguale ai sei anni assommavano a 2.404, dei quali 1.233 maschi e 1.171 femmine. Infine, coloro che erano in grado di saper almeno leggere e scrivere erano 10.952, dei quali 6.284 maschi e 4.668 femmine.